# Cantonul Bourg-lès-Valence
Cantonul Bourg-lès-Valence este un canton din arondismentul Valence, departamentul Drôme, regiunea Rhône-Alpes, Franța.

## Comune
- Bourg-lès-Valence (reședință)
- Saint-Marcel-lès-Valence